# Dzamin-Űd járás
Dzamin-Űd járás (mongol nyelven: Замын-Үүд сум) Mongólia Kelet-Góbi tartományának egyik járása. Területe 486,8 km². Népessége 11 527 fő (2008).
Járás és város a Transzmongol vasútvonal mentén, a mongol-kínai határon; egy részén 2004-ben szabad gazdasági övezet létesült.